# Sigurd Erixon

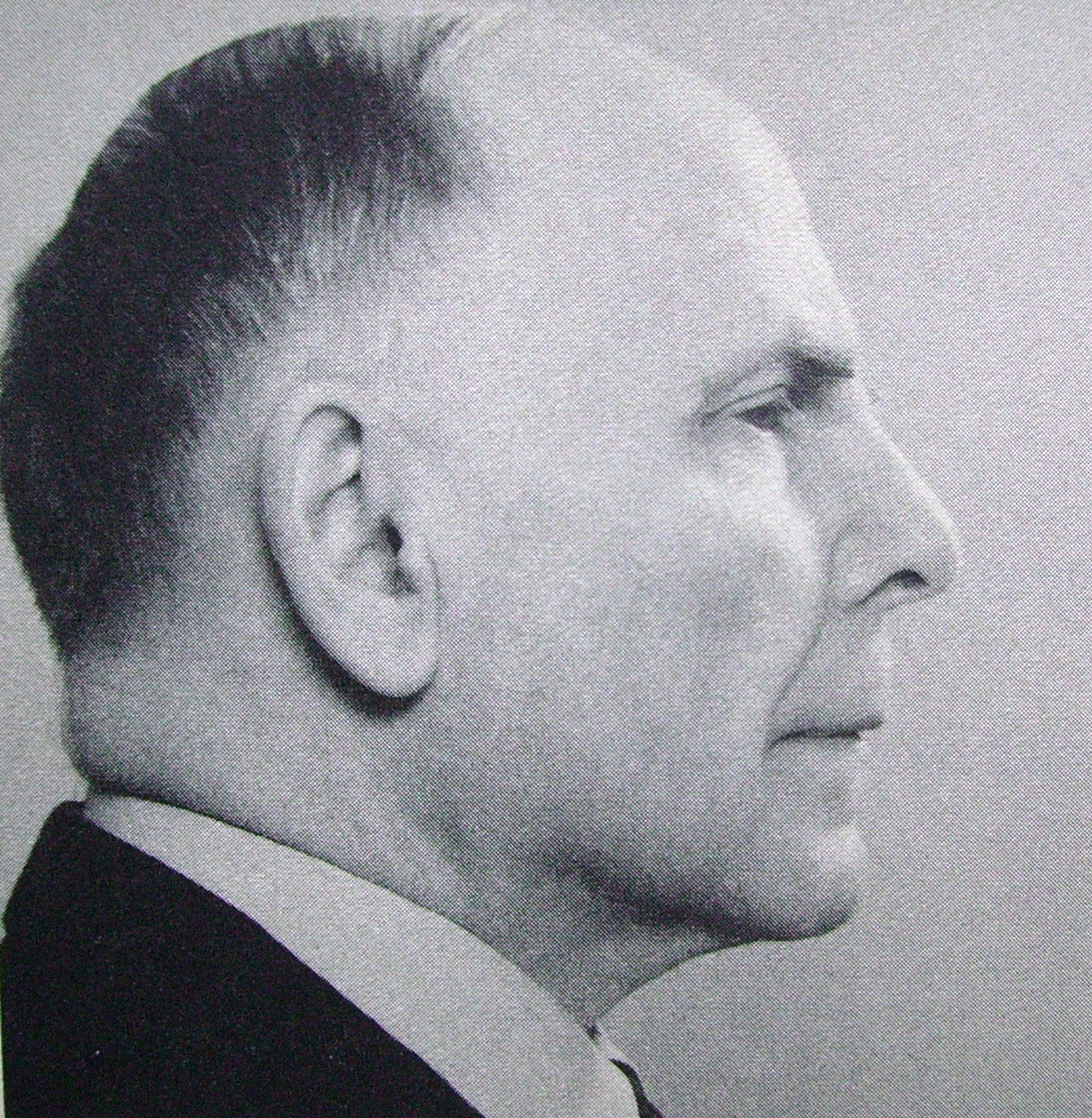
Sigurd Erixon

Sigurd Emanuel Erixon (* 26. März 1888; † 18. Februar 1968) war ein schwedischer Volkskundler und Kulturhistoriker.

## Familie
Sigurd Erixons Vater starb früh, Erixons Mutter lebte dafür umso länger, zuletzt in seiner Nähe auf der Stockholmer Halbinsel Djurgården, wo sich auch das Nordiska museet und das Freilichtmuseum Skansen befinden. Er hatte drei Geschwister. Erixon und seine Ehefrau Edit Josefson (1892–1969) konnten keine eigenen Kinder bekommen. Während des finnischen Winterkrieges nahmen sie ein finnisches Kriegskind zu sich.
Erixons Frau war mit dem Architekten der Masthuggskyrkan, Sigfrid Ericson verwandt, über den Erixon seine spätere Frau Edit während der Feierlichkeiten zur 300-Jahr-Feier der Stadt Göteborg im Jahre 1923 kennenlernte. (Sigfrid Ericson war mit Edits Schwester Ruth Josefson verheiratet.)

## Leben
Erixon gilt als führende Leitfigur während der Gründungszeit des schwedischen Faches „etnologi“ in der ersten Hälfte des 20. Jahrhunderts. Eine ganze Generation von Wissenschaftlern sehen ihn als ihren Lehrer und Wegbereiter an. Erixon wurde „Amanuens“ am Nordiska museet im Jahre 1914, und „Intendent“ 1924. (Amanuens und Intendent sind Rangbezeichnungen von Bediensteten in der schwedischen öffentlichen Verwaltung im Bereich von wissenschaftlichen Einrichtungen.) Im Jahr 1925 legte er die Prüfung zum „filosofie licentiat“ (fil.lic.) an der Universität Uppsala ab. (Fil.lic. ist ein schwedischer akademischer Titel, der die Voraussetzung zum Erwerb der Doktorwürde war, der Titel wurde 1969 abgeschafft. Der später in den 1980er Jahren eingeführte gleichnamige Titel ist jedoch nicht mehr obligatorisch für eine Dissertation.) Erixon wurde 1927 die Ehrendoktorwürde verliehen.
Erixon reiste viel innerhalb Schwedens. Er behauptete selbst, in jedem Kirchspiel (schwedisch „Socken“) gewesen zu sein. Seine erste Forschungsreise im Dienste des Nordiska museet fand 1912 statt und ging in das Dorf Kila im Kirchspiel Hycklinge in Östergötland. Die Ergebnisse dieser Reise landeten im Archiv des Nordiska museet. Es war jedoch nicht seine erste Feldforschung. Drei Jahre zuvor hatte er in Blekinge archäologische Ausgrabungen durchgeführt.
Erixons Arbeiten in der schwedischen Ethnologie waren besonders auf den Gebieten der Baukultur und Gebäudeforschung sowie innerhalb der Soziologie umfangreich. Seine Arbeiten zum Thema Bebauung/Siedlung haben zu vielen bedeutenden Aufsätzen und Artikeln in Fataburen, Rig, Ymer uvm. geführt. In dem monumentalen Werk Skultuna bruks historia, 1 (1921) behandelt Erixon nicht nur die Geschichte der Hütte Skultuna (in der Gemeinde Västerås), sondern gibt einen ausführlichen Überblick über die schwedische Siedlungsgeschichte sowie Siedlungsformen, Dorf-, Gehöft- und Haustypen, Bautechnik und Umzäunungen wieder. Dabei ist er auch auf die sozialen Umstände der Bewohner eingegangen.
Hier ist ein Beispiel vom Pflanzer Matthias Solberg, welches Sigurd Erixon als besonders wiedergebenswert ansah:

„När åldermannen trummar till samling i byen och bonden icke visste, att det är till ölslag eller drickande denna trumning sker, låter han sin dräng eller komping först förnimma, varom byemännen skola samlas. Kommer drängen igen och berättar, det de äro samlade att uträtta något allmänt arbete för byens samfälta räkning, befaller bonden honom gå till samling, men säger drängen, att männen hava en bimpel öl att dricka hos någon i byen, säger bonden: bliv du hemma, jag går själv.“

„Wenn der Dorfvorsteher alle im Dorf zusammentrommelte und der Bauer nicht wusste, dass der Grund hierfür das Anzapfen oder Trinken war, ließ er seinen Knecht zunächst erkunden, weshalb die Männer des Dorfes sich sammeln sollten. Kommt der Knecht wieder und erzählt, dass man zur gemeinsamen Arbeit auf der Allmende gerufen würde, befehle der Bauer, der Knecht solle zum Treffen gehen, sagt aber der Knecht, dass die Männer eine Maß Bier bei jemanden im Dorf trinken, sagt der Bauer: bleib du zu Hause, ich gehe selbst.“

Weshalb passt gerade dieses Zitat aus der Mitte des 18. Jahrhunderts so gut in einen ethnologischen Text? Zum einen sicherlich, weil die Bauern mit etwas „typisch ethnologischem“ beschäftigt sind, sowohl bei der Dorfversammlung als auch beim Fest. Zum anderen wird der Bauer als Souverän seines eigenen Hofes und seines eigenen Reiches präsentiert, ein Bild, das die Historiker im Allgemeinen nicht hervorheben.
Erixon hat auch bedeutende Arbeit in der von ihm geleiteten Bauern-Abteilung des Nordiska museet geleistet, außerdem organisierte er die Handwerks-Abteilung der Göteborg-Ausstellung 1923 und half bei der Organisation und Strukturierung zahlreicher Heimatmuseen (schwed. hembygdsmuseer) mit. In diesem Zusammenhang arbeitete er an Katalogen und Leitfäden mit. Er gab die großen Sammelwerke „Svenska kulturbilder“ (1929ff) und „Nordisk kultur“ (1931ff) heraus.
Nach dem Paradigmenwechsel, den die schwedische Ethnologie zu Beginn der 1960er Jahre erlebte, hat Sigurd Erixon innerhalb der Kursliteratur an den Universitäten mehr und mehr an Bedeutung verloren.

## Tätigkeit am Nordiska museet
Sigurd Erixon leitete von 1916 bis 1934 die auf die ländliche Bauernkultur ausgerichteten Feldforschungsunternehmungen am Nordiska museet, danach hatte er bis 1955 die von Gräfin Wilhelmina von Hallwyl (1844–1930) gestiftete Professur (Hallwylska professuren) für folklivsforskning an Nordiska museet und Stockholms högskola inne. Am Institut für folklivsforskning stand ihm eine große Schar an Mitarbeitern zur Verfügung, die unter anderem mit der Arbeit für den schwedischen Atlas für Volkskunde (nach dem Vorbild des Atlas der deutschen Volkskunde) betraut waren. Dieser baute auf den Fragelisten an die institutseigenen Gewährsleute auf.
Erixons Interesse war weit gefächert, so untersuchte er auch soziale Gruppen außerhalb des ländlichen Milieus, wie beispielsweise Hafenarbeiter. Sigurd Erixons Archiv spiegelt seine wissenschaftlichen Interessen, Ausrichtungen und Methoden durch eine riesige Sammel- und Dokumentationstätigkeit wider. Das Archiv umfasst etwa 2500 Konvolute und ist dadurch das größte schwedische Privatarchiv.

## Schriften
- Folklig möbelkultur i svenska bygder (1938)
- Svensk byggnadskultur (1947)
- Atlas över svensk folkkultur: materiell och social kultur (1957)